# Nikita Zharoven
Nikita Zharoven, né le 14 novembre 1992, est un coureur cycliste biélorusse.

## Palmarès sur route

### Par année
- 2010
  - 2e étape de la Cup of Grudziadz Town President
  - 2e de la Cup of Grudziadz Town President
- 2012
  - 2e du Memorial Józefa Gościlo
- 2013
  - 3e du Grand Prix LabMed
- 2014
  - 2e du championnat de Biélorussie sur route espoirs
  - 3e du championnat de Biélorussie sur route

### Classements mondiaux
| Année           | 2014 |
| --------------- | ---- |
| UCI Europe Tour | 497e |

## Palmarès sur piste

### Championnats nationaux
- 2011
  - 2e du championnat de Biélorussie de poursuite
  - 2e du championnat de Biélorussie de l'omnium
  - 2e du championnat de Biélorussie de la course aux points
  - 2e du championnat de Biélorussie de poursuite par équipes
- 2012
  - 3e du championnat de Biélorussie de poursuite par équipes